# Dalva Barros
Dalva Maria de Barros (Cuiabá, 27 de outubro de 1935) é uma pintora brasileira.

## Biografia e carreira
Dalva Barros nasceu em 1935 em Cuiabá. Iniciou seus estudos em pintura em 1959 através de um curso por correspondência mantido pelo Instituto Universal Brasileiro (IUB). Frequentou o curso livre de pintura na Fundação Armando Alvares Penteado (FAAP), em São Paulo, no início da década de 1960. No final da mesma década, a artista foi agraciada com uma bolsa de estudos na Escola de Belas Artes da Universidade Federal do Rio de Janeiro (EBA), no Rio de Janeiro, que frequentou durante três anos.
Durante sua época de estudos, suas pinturas seguiam a linha acadêmica, seguindo rigidamente as noções de perspectivas e cores mais realistas nas paisagens e retratos. Posteriormente, sua obras passaram a abordar de acontecimentos corriqueiros até os de repercussão nacional. Outra temática recorrente em sua obra é o futebol.
Barros também leciona aulas de pintura, ela supervisionou o Ateliê Livre da Fundação Cultural de Mato Grosso de 1976 a 1980. Em 1982, foi supervisora do o Ateliê Livre da Universidade Federal de Mato Grosso (UFMT).
Em 2004, a artista foi homenageada pelo governo do estado que instituiu o dia 27 de outubro, da data de seu aniversário, como o Dia Estadual do Artista Plástico.